# Wolfgang Trautwein (Sportschütze)
Wolfgang Trautwein (* 6. Juni 1961 in Lonsheim) ist ein ehemaliger deutscher Sportschütze im Wurfscheibenschießen in der Disziplin Skeet.

## Karriere
Wolfgang Trautwein trat bei den Olympischen Spielen 1984 in Los Angeles und den Olympischen Spielen 1988 in Seoul in der Disziplin Skeet an. Er belegte 1984 den 29. Rang und vier Jahre später den 40. Rang. Beim Weltcup 1987 ebenfalls in Seoul belegte er nach dem Finale Platz 6. Bei Deutschen Meisterschaften wurde er dreimal Vizemeister und erhielt zweimal Bronze.